# Ludwigia octovalvis
Espèce
Ludwigia octovalvis est une espèce de plantes à fleurs de la famille des Onagraceae. C'est une plante tropicale adventice.

## Nom vernaculaire
Aux États-Unis : « Mexican primrose-willow »

## Synonymes
- Oenothera octovalvis Jacq.
- Jussiaea angustifolia Lam
- Jussiaea calycina C. Presl
- Jussiaea clavata M.E. Jones
- Jussiaea didymosperma H. Perrier
- Jussiaea exaltata Roxb.
- Jussiaea frutescens J. Jacq. ex DC.
- Jussiaea haenkeana Steud.
- Jussiaea hirsuta Mill.
- Jussiaea ligustrifolia Kunth
- Jussiaea macropoda C. Presl
- Jussiaea occidentalis Nutt. ex Torr. & A. Gray
- Jussiaea octofila DC.
- Jussiaea octonervia Lam.
- Jussiaea octovalvis (Jacq.) Sw.
- Jussiaea pubescens L.
- Jussiaea suffruticosa L.
- Jussiaea villosa Lam.
- Ludwigia suffruticosa (L.) M. Gómez

## Description
- Plante herbacée haute de 80 centimètres, parfois 2 mètres de haut.
- Fleurs jaunes à 4 pétales bien séparés.

## Répartition
Ludwigia octovalvis a une aire de répartition étendue depuis les îles du Pacifique, l'Amérique Centrale, le Sud des États-Unis, l'Afrique du Sud et de l'Est, l'Asie du Sud-Est et l'Australie.

La zone d'origine de cette plante est incertaine.

## Mauvaise herbe
Ludwigia octovalvis est une plante adventice, pour la culture du riz en Inde et Asie du Sud-Est, mais elle n'est pas considérée comme invasive comme d'autres espèces du genre (Ludwigia grandiflora et Ludwigia peploides). 
L'utilisation d'urée comme fertilisant en riziculture, provoque un développement excessif de la plante qui peut se développer de façon incontrôlée dans les champs de riz
.